# Bertha Krupp von Bohlen und Halbach

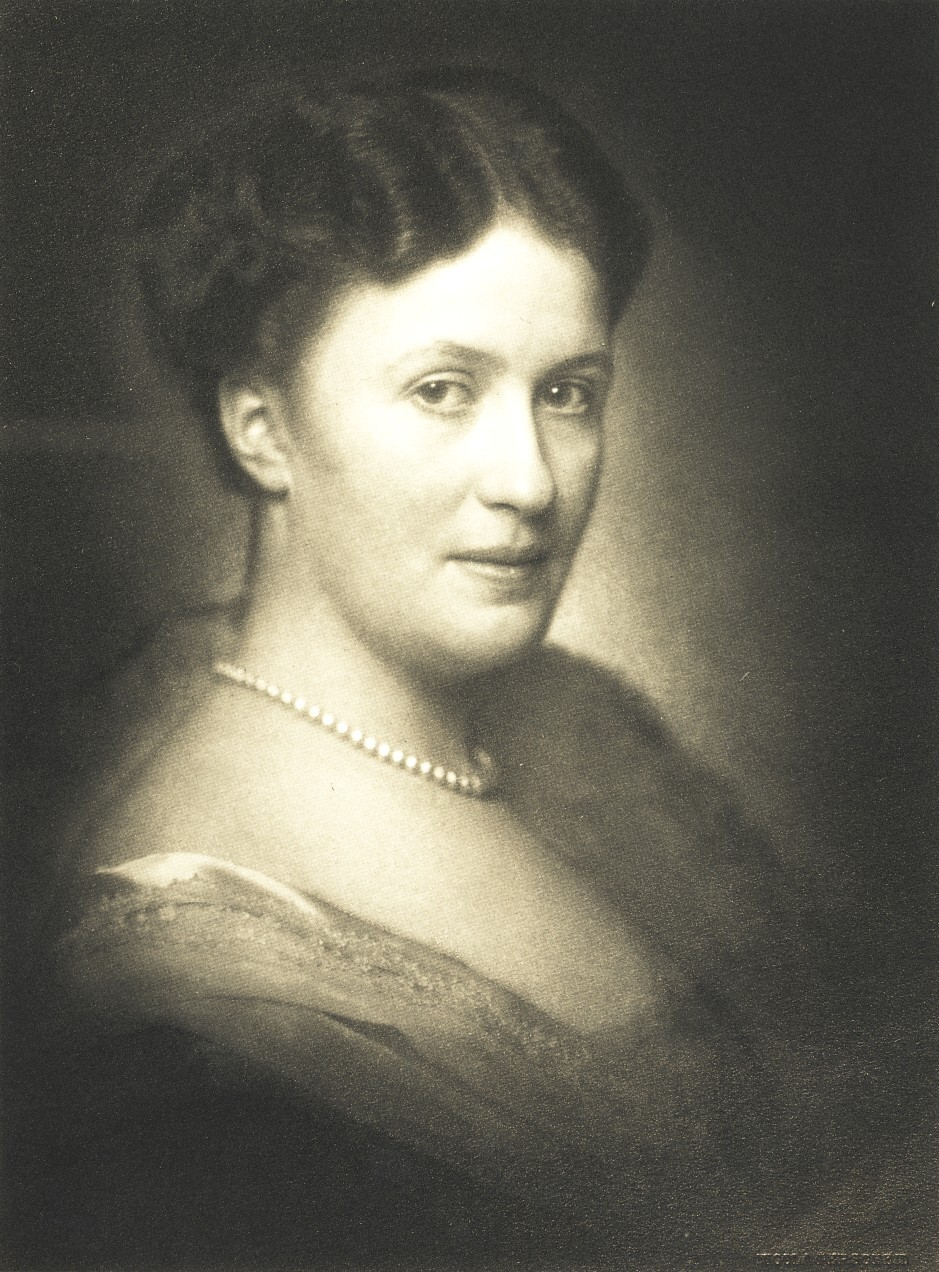
Bertha Krupp, vor 1930

Bertha Krupp von Bohlen und Halbach (geb. Krupp; * 29. März 1886 in Essen; † 21. September 1957 ebenda) war ein wichtiges Mitglied der Industriellenfamilie Krupp. 

## Leben

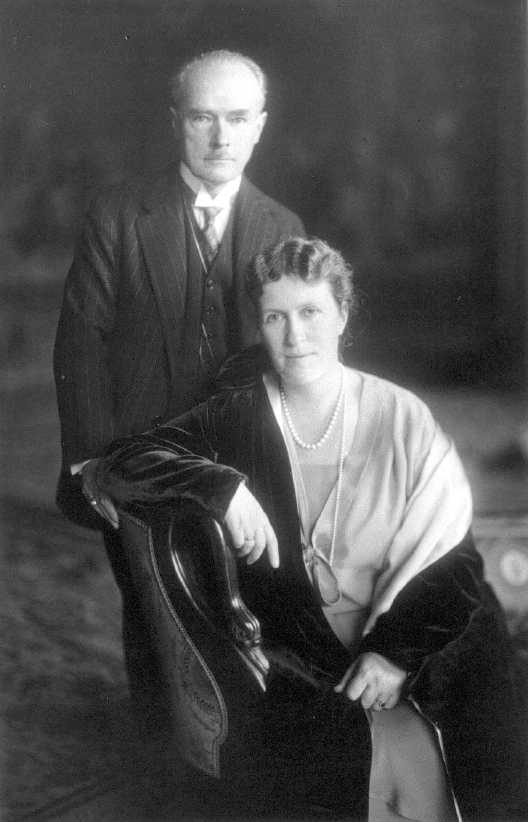
Bertha und Gustav Krupp von Bohlen und Halbach, 1927

Bertha Krupp wurde nach dem frühen Tod ihres Vaters Friedrich Alfred Krupp im Jahre 1902 dessen Alleinerbin. Dadurch wurde sie unter anderem Inhaberin nahezu aller Aktien der Fried. Krupp AG. Da Bertha Krupp zu diesem Zeitpunkt jedoch noch minderjährig war, wurden ihre Rechte im Unternehmen zunächst von ihrer Mutter Margarethe, geb. Freiin von Ende, wahrgenommen. Im Jahre 1906 heiratete sie den preußischen Diplomaten Gustav von Bohlen und Halbach, mit dem sie acht Kinder hatte. Durch königlich-preußischen Erlass wurde es den Eheleuten gestattet, den Namen Krupp dem Namen von Bohlen und Halbach voranzustellen und somit den Namen Krupp von Bohlen und Halbach zu führen, soweit und solange persönliche Inhaberschaft für das Unternehmen vorlag.
Das 1912 vom ehemaligen Regierungsrat Rudolf Martin veröffentlichte Jahrbuch des Vermögens und Einkommens der Millionäre, welches auf privaten Steuererklärungen basierte und die erste Liste der reichsten Deutschen war, führte Bertha Krupp von Bohlen und Halbach als die mit einem Vermögen von 187 Millionen Mark (heute (Stand: November 2022) umgerechnet etwa 1,03 Milliarden Euro) und einem aus Dividenden der Aktiengesellschaft Fried. Krupp stammenden Einkommen von 17 Millionen Mark (heute etwa 93,5 Millionen Euro) als reichste Deutsche.
Bertha Krupp von Bohlen und Halbach lehnte es 1934 zunächst ab, Adolf Hitler, den sie als rüpelhaften Emporkömmling empfand, in der Villa Hügel als Besucher zu empfangen. Als der nächste Besuchstermin anstand, musste sie Hitler nachgeben. 1935 wurde erstmals die Hakenkreuzfahne auf dem Hügel der Villa gehisst. Bertha Krupp von Bohlen und Halbach sagte dazu einer Angestellten: „Gehen Sie hinunter und sehen Sie, wie tief wir gesunken sind.“
Bertha Krupp von Bohlen und Halbach blieb Inhaberin nahezu aller Aktien der Fried. Krupp AG, bis diese 1943 durch die sogenannte „Lex Krupp“ wieder in ein Einzelunternehmen umgewandelt und auf ihren ältesten Sohn Alfried Krupp von Bohlen und Halbach übertragen wurde.
Die Benennung des 1942 in Markstädt in Niederschlesien gegründeten Berthawerkes leitete sich von ihrem Vornamen ab. Außerdem wurde nach ihr das ehemalige Werkskrankenhaus für Krupp-Beschäftigte in Duisburg-Rheinhausen benannt.
Die Stadt Essen distanzierte sich 1946 von ihr und ihrem in Haft sitzenden Mann Gustav Krupp von Bohlen und Halbach; beiden wurden die Ehrenbürgerrechte aberkannt. Nach Kriegsende konnte ihr Mann im Rahmen der Nürnberger Prozesse aus gesundheitlichen Gründen nicht mehr wegen Vorbereitung und Führung eines Angriffskrieges, Plünderung, Zwangsarbeit und Verschwörung abgeurteilt werden. Aber ihr Sohn Alfried Krupp von Bohlen und Halbach wurde 1948 im sogenannten Krupp-Prozess zu zwölf Jahren Haft verurteilt sowie zehn von elf mit ihm angeklagte Krupp-Manager.
Mitte der 1950er Jahre schenkte sie der Gemeinde St. Franziskus in Essen-Bedingrade ein Grundstück, um eine Kirche zu erbauen. 1956 erfolgte die Grundsteinlegung. Eine Inschrift auf einem Findling in der Nähe des Glockenturms erinnert an diese Spende. 2014 wurde hier das Bertha-Krupp-Haus als Wohn- und Pflegeheim fertiggestellt. 1961 nahm auf einem ehemaligen Krupp-Grundstück die Bertha-Krupp-Realschule in Essen-Frohnhausen ihren Betrieb auf.

## Familie

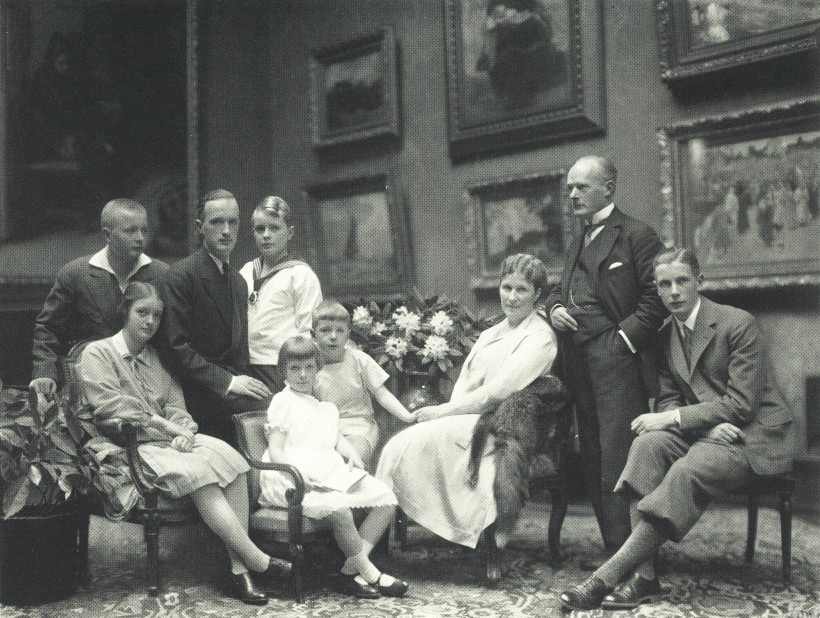
Bertha und Gustav Krupp und ihre Kinder 1928. Fotografie von Nicola Perscheid.

Bertha Krupp von Bohlen und Halbach und ihr Ehemann Gustav hatten 8 Kinder:
1. Alfried Krupp von Bohlen und Halbach (1907–1967), der „letzte Firmeninhaber“ ⚭ 1. 1937 Anneliese Lampert geb. Bahr (1909–1998, geschieden 1941); ⚭ 2. 1952 Vera Knauer geb. Hossenfeld (geschiedene Langer, Wisbar + Knauer) (1909–1967, geschieden 1957)
2. Arnold Gustav Hans von Bohlen und Halbach (1908–1909)
3. Claus Arthur Arnold von Bohlen und Halbach (1910–1940) ⚭ 1938 Sita von Medinger (1912–1997)
4. Irmgard Sophie Margarethe von Bohlen und Halbach (1912–1998) ⚭ 1938 Johann (Hanno) Freiherr Raitz von Frentz (1906–1941) und ⚭ 1952 Robert Eilenstein (1920–1986)
5. Berthold Ernst August von Bohlen und Halbach (1913–1987) ⚭ Edith von Maltzan, Freiin zu Wartenberg und Penzlin (1919–2009)
6. Harald Georg Wilhelm von Bohlen und Halbach (1916–1983) ⚭ 1960 Dorothea Hillringhaus (1934–2002)
7. Waldtraut Elisabeth Mechthild von Bohlen und Halbach (1920–2005) ⚭ 1942–1961 Henry Thomas (1912–?) und ⚭ 1961 Walter Burckhardt
8. Eckbert Wolfgang Eberhard von Bohlen und Halbach (1922–1945)

## Verfilmung
- 2009: Krupp – Eine deutsche Familie; Regie: Carlo Rola; mit Iris Berben als Bertha Krupp.